# Mare de Déu del Puig

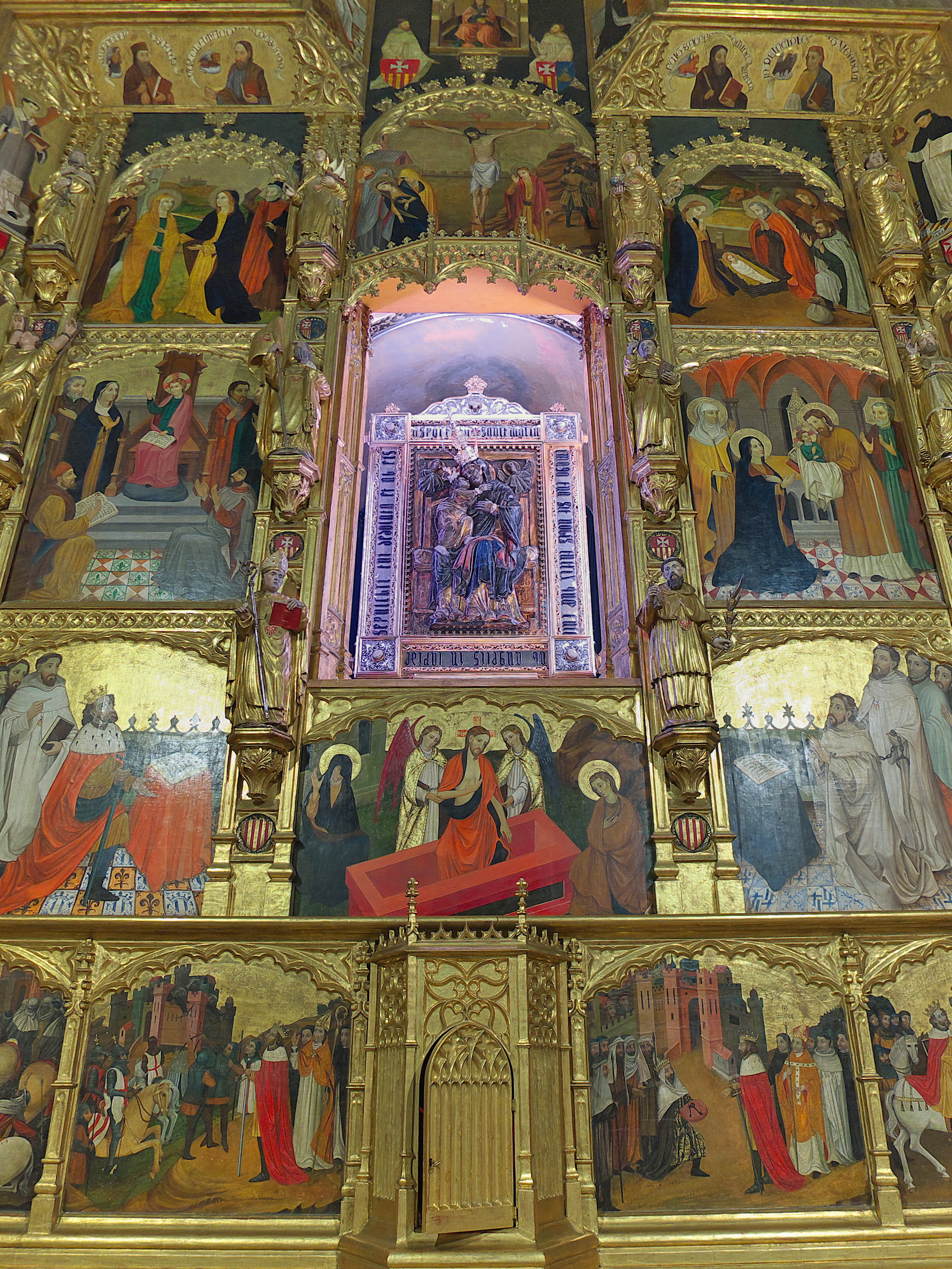
Retaule al monestir del Puig amb la Mare de Déu del Puig al centre

Mare de Déu del Puig, és la patrona del Regne de València i així ho va decidir el rei Jaume I en la crònica llatina. La seua advocació es troba al monestir del Puig, situat a la població del
mateix nom a uns quinze kilòmetres al nord de la ciutat de València. En aquell lloc va ocórrer la batalla definitiva per la conquesta de la ciutat de València, per part de les tropes del rei Jaume I. La festa és l'1 de setembre.